# Tituboea
Tituboea es un género de escarabajos de la familia Chrysomelidae. El género fue descrito científicamente primero por Lacordaire en 1848. Esta es la lista de especies pertenecientes a este género:
- Tituboea ahwasa
- Tituboea angusta Jiang, 1988
- Tituboea capensis
- Tituboea carmelica
- Tituboea chikatunovi
- Tituboea daccordii
- Tituboea fenestrata
- Tituboea medvedevi
- Tituboea mirzayani
- Tituboea nepalensis Takizawa, 1988
- Tituboea nevoi
- Tituboea nitidicollis Chen & Jiang, 1981
- Tituboea pallidicollis Chen & Jiang, 1981
- Tituboea picea Jiang, 1988
- Tituboea octopunctata
- Tituboea ohbayashii
- Tituboea pusilla
- Tituboea rufopygus
- Tituboea sanguinea
- Tituboea sichuanica Lopatin, 2007
- Tituboea tuberosa Chen & Jiang, 1981
- Tituboea zarudnii